# 폴 블라트: 몰 캅
《폴 블라트: 몰 캅》(영어: Paul Blart: Mall Cop)은 2009년 공개된 미국의 액션 코미디 영화이다. 스티븐 카가 연출하고, 케빈 제임스와 닉 버케이가 공동 각본을 썼다. 케빈 제임스가 제목의 주인공을 맡고, 그 외에 키어 오도널, 보비 캐너발리, 스티븐 래너지지, 셜리 나이트 등이 출연하였다.
속편 《폴 블라트: 몰 캅 2》(2015)로 이어진다.

## 줄거리
뉴저지주 웨스트오렌지에서 딸, 어머니와 함께 사는 폴 블라트는 경찰 학교에 입학하지만 시험 중에 저혈당증으로 쓰러진다. 폴은 생계 유지를 위해 쇼핑몰에서 경비원으로 일한다. 블랙 프라이데이에 갱이 쇼핑몰을 접수하고 자신이 좋아하는 가판대 판매원과 딸을 인질로 붙잡자 폴은 세그웨이에 올라 구출 작전을 실시한다.

## 출연
- 케빈 제임스 - 폴 블라트 역
- 제이마 메이스 - 에이미 앤더슨 역
- 키어 오도널 - 벡 심스 역
- 보비 캐너발리 - 제임스 켄트, SWAT 지휘관 역
- 애덤 퍼라라 - 하워드 경사 역
- 피터 게러티 - 브룩스, 쇼핑몰 경호팀장 역
- 스티븐 래너지지 - 스튜어트 역
- 저말 믹슨 - 리언 역
- 아디르 칼리안 - 파후드 역
- 에릭 아바리 - 비제이 역
- 레이니 로드리게스 - 마이아 블라트 역
- 셜리 나이트 - 마거릿 블라트 역
- 버니 매키너니 - 스쿠터를 탄 노인 역
- 앨런 코버트
- 게리 밸런타인
- 마이크 밸럴리
- 제이슨 엘리스
- 제이슨 패컴

## 기타 제작진
- 배역: 진 매카시
- 세트: 트레이시 A. 도일